# Писаревка (Новосанжарский район)
Писаревка (укр. Писарівка) — село, Писаревский сельский совет, Новосанжарский район, Полтавская область, Украина.
Код КОАТУУ — 5323484301. Население по переписи 2001 года составляло 713 человек.
Является административным центром Писаревского сельского совета, в который не входят другие населённые пункты.

## Географическое положение
Село Писаревка находится на берегах реки Тагамлык (в основном на левом берегу), которая через 3 км впадает в реку Ворскла,
выше по течению на расстоянии в 4,5 км расположено село Огуевка, противоположном берегу — село Заворскло. Река в этом месте извилистая, образует лиманы, старицы и заболоченные озёра. К селу примыкает лесной массив (сосна). Рядом проходит железная дорога, станция Писаревская в 1-м км.

## Объекты социальной сферы
- Школа I—II ст.
- Дом культуры.

## Известные люди
- Миненко, Николай Иванович (1927—1990) — Герой Социалистического Труда.
- Науменко Виктор Петрович (1921—2006) — Герой Советского Союза, генерал-майор, родился в селе Писаревка.